# Banje Selo
 Banje Selo  falu Horvátországban Zágráb megyében. Közigazgatásilag Szentivánzelinához tartozik.

## Fekvése
Zágrábtól 21 km-re északkeletre, községközpontjától  13 km-re délre a megye északkeleti részén, az A4-es autópálya közelében fekszik. 

## Története
A település nevét egykori birtokosáról, a bánról kapta. Eredetileg több, kis házcsoportból állt, ezért a korabeli dokumentumokban Banja Sela néven is szerepel. Banje Selo 1382-ben még birtokként szerepel először írott forrásban. 1424-ben "Banfeulde", 1428-ban "Banfelde" vagy "Prestanschyna" alakban említik. 1429-ben és 1431-ben személynevekben "Bancfalva", illetve "Banyazella" néven szerepel. A késő középkorban Banje Selo és Bansko Polje néven említik a települést. A 16. század elején Lodomerczi Bradach János és György birtoka volt, de 1541-ben I. Ferdinánd király hűtlenség címén elvette és a Zrínyieknek adta. Később a Bradach család hűséget esküdött Ferdinándnak, így birtokaikat visszakapták. 1598-ban Bradach István özvegye Kerecsényi Zsófia a birtokosa. A 18. és a 19. században a Niczky grófoké volt. Niczky István 1777-ben Kőrös vármegye főispánja volt. 
Banje Selo mivel Szentivánzelina vonzáskörzetébe tartozott 1857-ben a közigazgatás átszervezésekor a Szentivánzelinai járáshoz került. 1880-ban Moravče-Belovár község része lett, ma Szentivánzelina község része. 1802-ig a prozorjei plébániához tartozott, később a brckovljani plébánia része lett, ahova ma is tartozik. Itt volt az iskola is, ahova a falu gyermekei jártak, ma a donja zelinai iskolához tartoznak. 
A falunak 1857-ben 180, 1910-ben 278 lakosa volt. Trianonig Zágráb vármegye Szentivánzelinai járásához tartozott. 2001-ben 140 lakosa volt.

## Külső hivatkozások
- Szentivánzelina község hivatalos oldala
- A brckovljani Szent Bereck plébánia falvainak története